# Трибуле
Трибуле (фр. Triboulet; 1479, Блуа — 1536) — придворный шут королей Людовика XII и Франциска I.

## Анекдоты о Трибуле
- Однажды Трибуле обратился к Франциску I с жалобой на одного знатного дворянина.

— Сир! Мне угрожают смертью!

— Ну, не волнуйся, шут. Тот, кто лишит тебя жизни, через четверть часа будет повешен.

— Ах, ваше величество, а нельзя ли сделать так, чтобы он был повешен не через, а за четверть часа до того, как убьёт меня? Так будет надёжнее.
- Когда стало известно, что Карл V собирается проехать через Францию, чтобы усмирить восстание в Генте, Трибуле пришёл к Франциску I и сказал:

— Государь, разрешите посвятить вам мой новый труд, который я назвал «Альманахом глупцов». В нём перечислены все величайшие глупцы на земле во главе с королём дурачков.

— И кто же это? — поинтересовался Франциск.

— Карл V, ваше величество. Ведь никому, кроме него, не пришло в голову явиться в страну короля Франции после того, как он держал вас у себя пленником, — ответил шут.

— А если он благополучно проедет через всё моё королевство?

— Тогда, ваше величество, мне придётся стереть имя императора и заменить его другим.

— Чьим же?

— Вашим, сир. Ведь в таком случае вы окажетесь ещё глупее него.
- Поскольку шут нарушил приказ Франциска I, запрещавший Трибуле шутить над королевой и куртизанками, король приказал казнить его. Будучи достойным монархом в течение многих лет, Франциск пожаловал Трибуле право выбрать, как он умрёт. Трибуле, с его острым умом, сказал следующее: «Bon sire, par sainte Nitouche et saint Pansard, patrons de la folie, je demande à mourir de vieillesse»[3], что переводится как «Государь, ради святой Нитуш и святого Пансара, покровителей безумия, я предпочитаю умереть от старости». Не имея другого выбора, кроме как рассмеяться, король приказал, чтобы Трибуле не был казнён, а вместо казни был изгнан из королевства.

## В искусстве

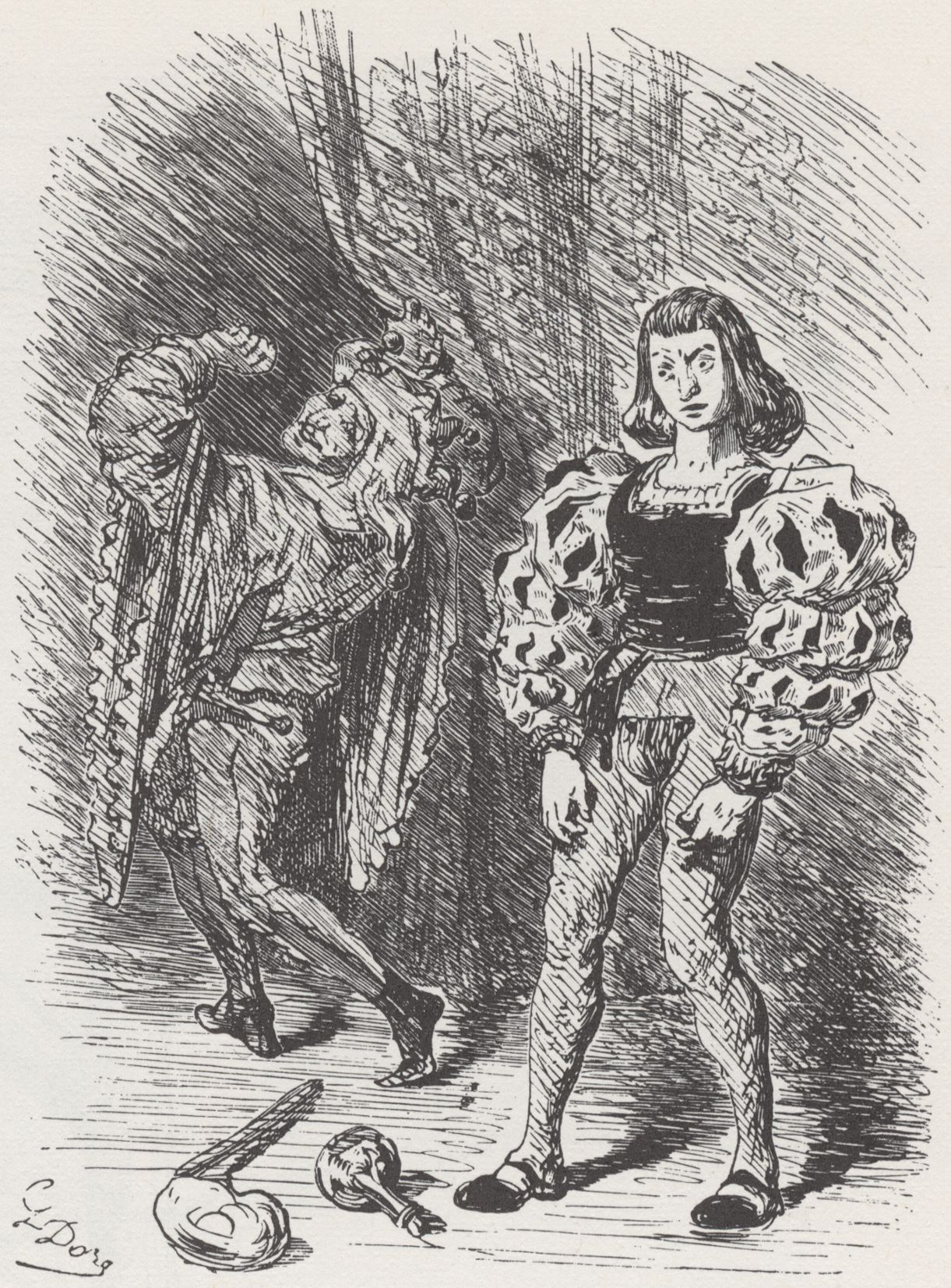
Трибуле и Панург (иллюстрация Гюстава Доре)

Образ Трибуле популярен в западноевропейской культуре. В третьей книге «Гаргантюа и Пантагрюэля» Рабле герои, чтобы узнать, жениться Панургу или нет, в конце концов решают обратиться к Трибуле. При этом Пантагрюэль и Панург наперебой расхваливают шута, каждый на свой лад, но оба сходятся в том, что Трибуле «сумасброд несомненный… неизменный и отменный».
Трибуле — один из главных героев драмы Виктора Гюго «Король забавляется» (1832). По мотивам произведения Гюго Джузеппе Верди написал знаменитую оперу «Риголетто» (премьера 11 марта 1851 года), в которой, по требованиям цензуры, действие было перенесено в Мантую, Франциск I превратился в герцога Мантуанского, а Трибуле — в Риголетто.
Трибуле — главный герой одноимённого романа Мишеля Зевако (1910). В наши дни трибуле — шут, одетый в красное — является традиционным персонажем карнавала в швейцарском городе Монте.

## Галерея

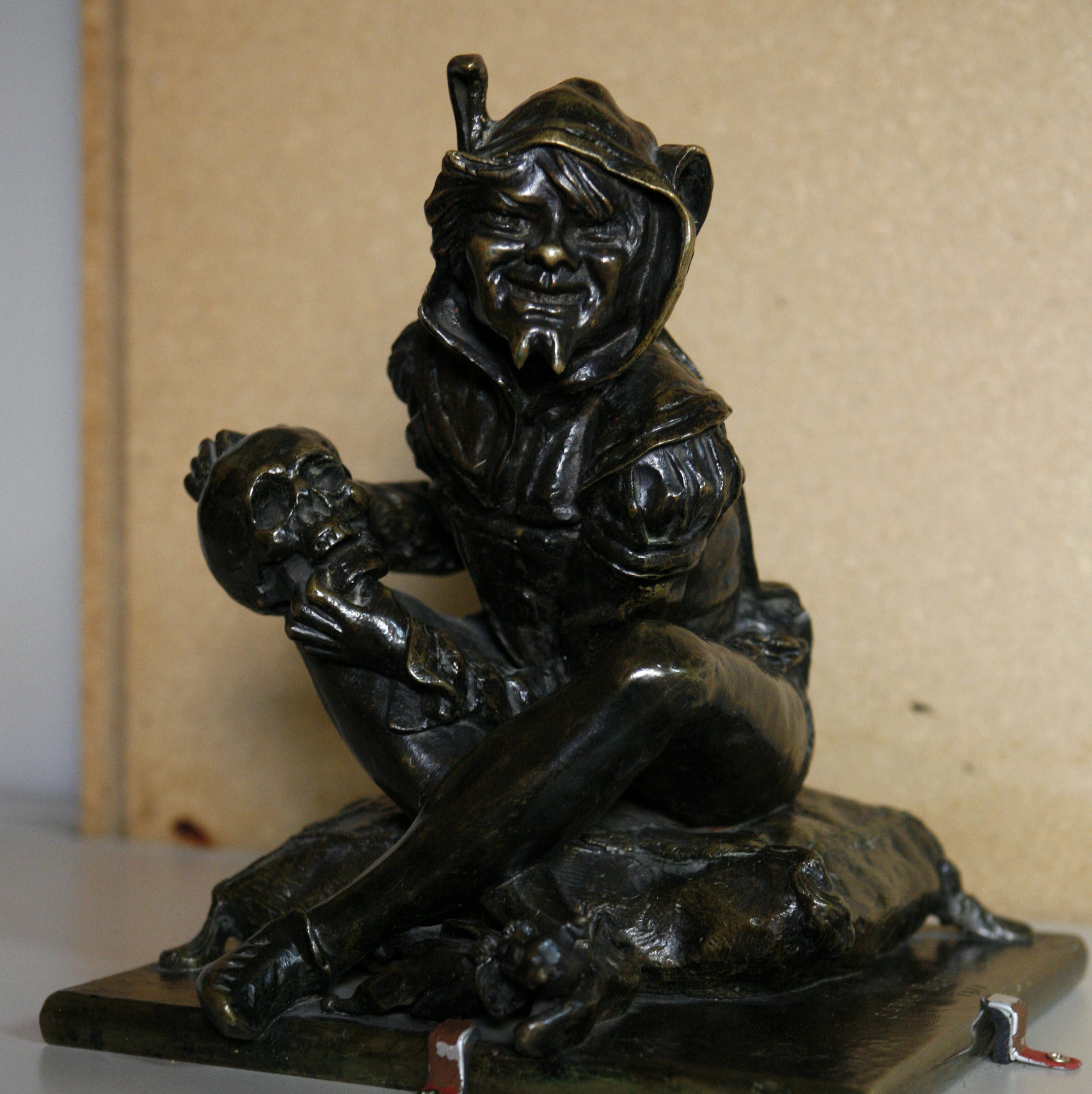
Трибуле, персонаж пьесы «Король забавляется». Статуэтка работы Сары Бернар (1877)
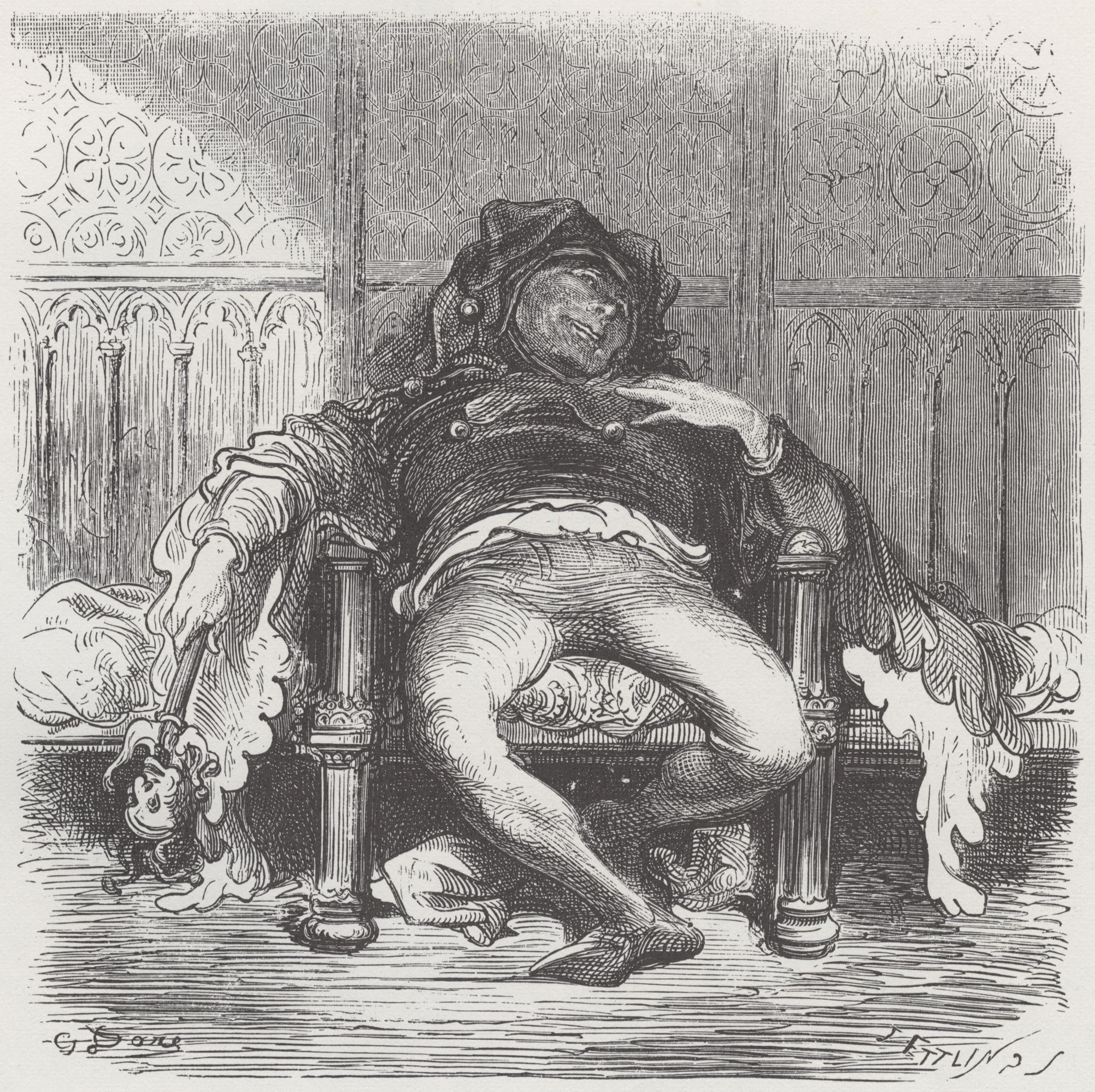
Трибуле (иллюстрация Гюстава Доре)
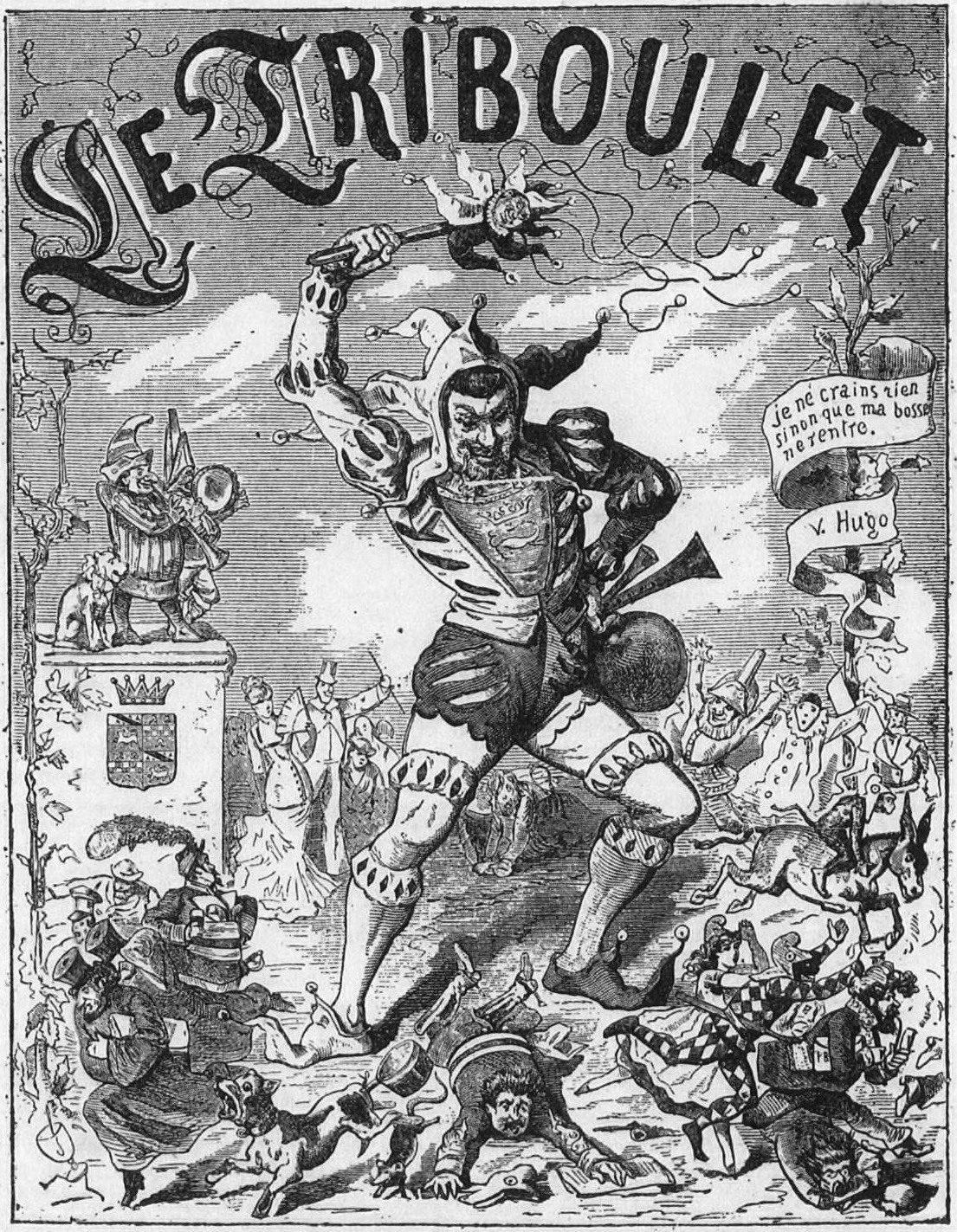
Обложка журнала Le Triboulet (издавался в 1878–1931 годах)
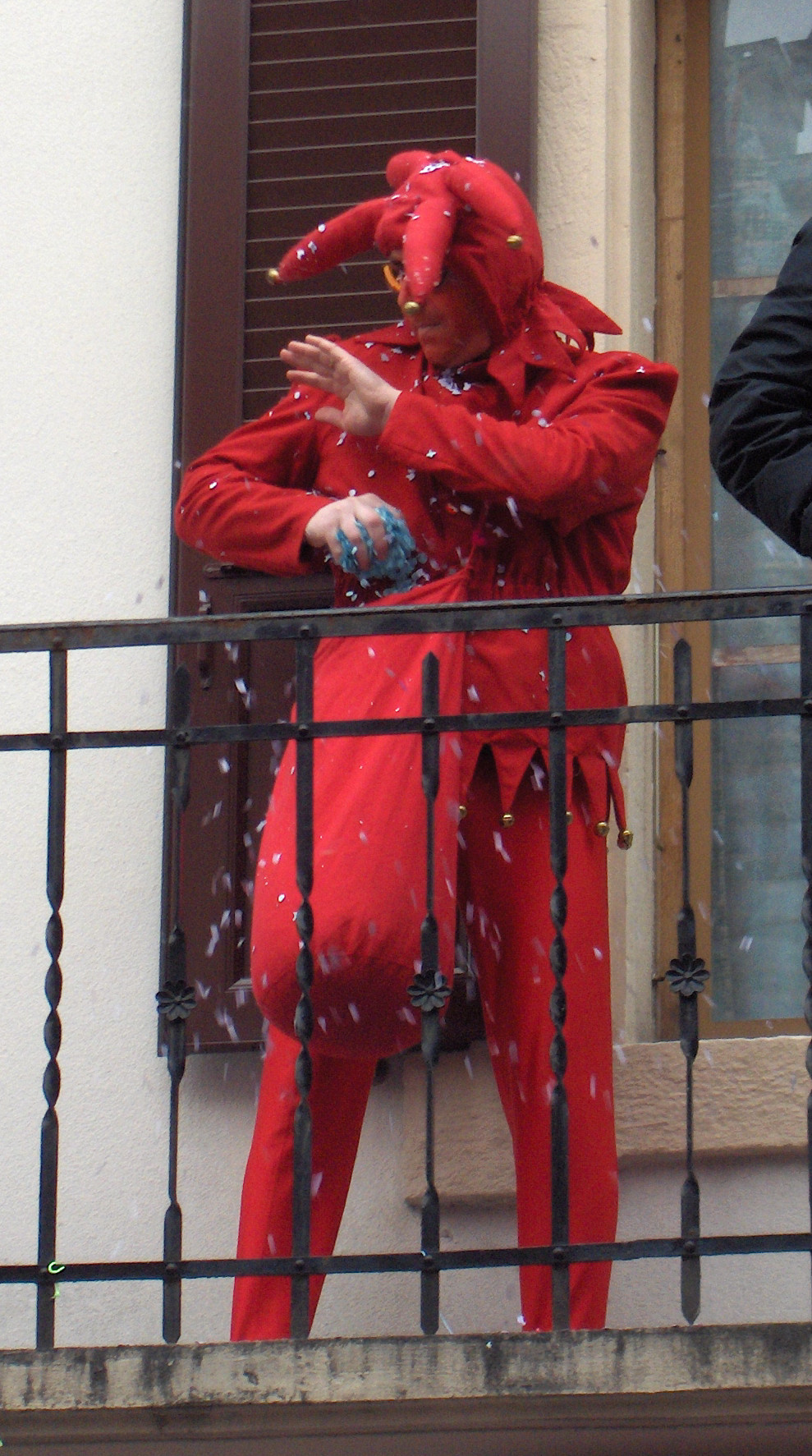
Трибуле на карнавале в Монте (2006)